# HD 10647 b
HD 10647 b, também catalogado como q1 Eridani b, é um planeta extrassolar situado a 57 anos-luz de distância na constelação do Erídano (O Rio).  Trata-se de um planeta joviano médio que orbita a sua estrela a uma distância 103% maior que a distância a que a Terra orbita o Sol. Sua revolução se completa em 33 meses, com uma semi-amplitude de 17.9 m/s.